# Caffrowithius elgonensis
Caffrowithius elgonensis es una especie de arácnido  del orden Pseudoscorpionida de la familia Chernetidae.

## Distribución geográfica
Se encuentra en Kenia y en Uganda.